# ラスィーボ青森
ラスィーボ青森（ラスィーボあおもり、Lascivo Aomori）は、青森県青森市を本拠地とする社会人サッカークラブである。Lascivoはスペイン語で「遊び人」を意味する。

## 歴史
- 2018年
  - クラブ創設。青森県社会人サッカーリーグ1部に加盟。
  - 青森県リーグ1部優勝。東北社会人サッカーリーグ2部北昇格辞退[2]。
- 2019年：第26回全国クラブチームサッカー選手権大会東北予選出場、準決勝敗退。
- 2020年
  - 第27回全国クラブチーム選手権東北予選Bブロック優勝。全国大会準々決勝敗退。
  - 青森県リーグ1部優勝。東北リーグ2部北に昇格。
- 2021年：第57回全国社会人サッカー選手権大会東北予選出場、新型コロナウイルスの影響により1回戦辞退。
- 2022年：第58回全社東北予選出場、新型コロナウイルスの影響により1回戦棄権。
- 2025年：メンバー不足により活動休止[3]。

## 戦績
| 年度 | 所属      | 順位                               | 勝点                               | 試合                               | 勝                                 | 分                                 | 敗                                 | 得点                               | 失点                               | 得失                               |
| 2018 | 青森県1部 | 優勝                               | 22                                 | 9                                  | 7                                  | 1                                  | 1                                  | 47                                 | 16                                 | 31                                 |
| 2019 | 青森県1部 | 2位                                | 25                                 | 10                                 | 8                                  | 1                                  | 1                                  | 46                                 | 13                                 | 33                                 |
| 2020 | 青森県1部 | 優勝                               | 22                                 | 8                                  | 7                                  | 1                                  | 0                                  | 32                                 | 3                                  | 29                                 |
| 2021 | 東北2部北 | 新型コロナウイルスの影響により中止 | 新型コロナウイルスの影響により中止 | 新型コロナウイルスの影響により中止 | 新型コロナウイルスの影響により中止 | 新型コロナウイルスの影響により中止 | 新型コロナウイルスの影響により中止 | 新型コロナウイルスの影響により中止 | 新型コロナウイルスの影響により中止 | 新型コロナウイルスの影響により中止 |
| 2022 | 東北2部北 | 5位                                | 12                                 | 8                                  | 4                                  | 0                                  | 4                                  | 15                                 | 15                                 | 0                                  |
| 2023 | 東北2部北 | 8位                                | 12                                 | 13                                 | 4                                  | 0                                  | 9                                  | 26                                 | 43                                 | -17                                |
| 2024 | 青森県1部 | 6位                                | 13                                 | 9                                  | 4                                  | 1                                  | 4                                  | 24                                 | 17                                 | 7                                  |

## タイトル

### リーグ戦
- 青森県社会人サッカーリーグ1部
  - 優勝 (2018年、2020年)

### カップ戦
- 全国クラブチームサッカー選手権大会東北予選
  - 優勝 (2020年)

## ユニフォーム

### チームカラー
- 黄、  グレー

### ユニフォームスポンサー
| 掲出箇所 | スポンサー名 | 表記    | 掲出年 | 備考 |
| 胸       | なし         | LASCIVO | -      |      |
| 鎖骨     | なし         | -       | -      |      |
| 背中上部 | なし         | -       | -      |      |
| 背中下部 | なし         | -       | -      |      |
| 袖       | なし         | -       | -      |      |
| パンツ   | なし         | -       | -      |      |